# Supercopa Gibralteña 2008
La Supercopa Gibralteña del 2008 fue una competición que se disputó a partido único en el Estadio Victoria el 1 de octubre del 2008. Se enfrentaron el campeón de la Gibraltar Football League 2007/08 y de la Rock Cup 2007/08, el Lincoln fue campeón al ganarle 3:1 al Manchester 62.
|           | - |                 |
| Lincoln 3 | - | Manchester 62 1 |
| --------- | - | --------------- |

|                   |
| Campeón           |
| Lincoln 5º título |